# Tennessee állam kormányzóinak listája
Ez a lista az Amerikai Egyesült Államok Tennessee államának kormányzóit sorolja föl. Az állam területét először paleoindiánok népesítették be, kb. 11 ezer évvel ezelőtt. A legkorábbi népcsoportok nevét nem ismerjük, de számos, régészetileg azonosítható kultúra nyomai megtalálhatók (ún. Archaikus, Woodland és Mississippi kultúrák). Ezek leszármazottja az első ismert nevű törzs, a muszkogi kultúra.
Muszkogi és jucsi indiánokkal találkoztak a Hernando de Soto által vezetett spanyol felfedezők 1539-43-as expedíciójuk során. Később (valószínűleg az európai telepesek ottani térhódítása miatt) a mai Virginia területéről dél felé nyomulva az irokéz családba tartozó cseroki törzs foglalta el a Tennessee folyó felső szakaszánál fekvő területeket.
A hamarosan megjelenő európai gyarmatosítók fokozatosan dél és nyugat felé szorították ki az őslakos muszkogi és jucsi törzseket is, közöttük a csikaszó és csaktó indiánokat. Az 1830-ban elfogadott indiánkitelepítési határozat nyomán 1838-ban és 1839-ben kb. 17 ezer cseroki indiánt kényszerítettek arra, hogy az állam keleti részét elhagyva a mai Arkansastól nyugatra lévő Indián Terület-re vonuljon, ellátás, élelmiszer és megfelelő ruházat nélkül, embertelen szenvedések közepette. 4000-en haltak meg útközben, és az útvonal a Könnyek Ösvénye néven vált hírhedtté.
Tennessee 1796-ban, tizenhatodikként lépett be az Amerikai Egyesült Államokba. Az állam északi és déli határait úgy jelölték ki, hogy a keletről szomszédos Észak-Karolina határát egyszerűen meghosszabbították egy-egy K-Ny-i egyenes vonallal a Mississippi folyóig, ami ezáltal az állam nyugati határa lett.
A polgárháború után Tennessee volt az egyetlen konföderációs állam, amely nem került katonai kormányzás alá. Ez Andrew Johnson befolyásának volt köszönhető, aki Lincoln elnök meggyilkolása után (addigi alelnökként) emelkedett az elnöki székbe.
Tennessee államnak 95 megyéje van. A megye a helyi kormányzat szerepét tölti be, amely alacsonyabb rangú az állami törvényeknél. A 2000-es becslések szerint Shelby megye volt Tennessee legnépesebb megyéje 897 472 fő lakosságával, de egyben a legnagyobb területű megye is, amely 1955 km² területet foglal magában. A leggyérebben lakott területek Pickett megye, lakosainak száma 4945 fő, és Trousdale megye, amely egyben a legkisebb területű megye is, 295 km²-t foglal el. A 2000-es évi felmérések szerint Davidson megye, melynek székhelye Nashville, lakosainak száma 569 891 fő volt, s 1300 km²-nyi területe van. (Az egész Tennessee állam lakosainak száma ugyanebben az időben 5 689 283 fő volt.)
A kormányzót négy évre választják és az adott személy egyszer újraválasztható.
Jelenleg az 50. kormányzó, a Republikánus Párthoz tartozó Bill Lee tölti be a tisztséget 2019. január 19. óta. A kormányzóhelyettes a szintén republikánus Randy McNally, aki 2017 óta tölti be ezt a tisztséget.

## Párthovatartozás
| Párt | Párt                   | Kormányzók |
| ---- | ---------------------- | ---------- |
|      | Demokrata              | 35         |
|      | Republikánus           | 11         |
|      | Demokrata-republikánus | 7          |
|      | Whig                   | 4          |
|      | Unionista              | 1          |

## Délnyugati terület kormányzója
| # | Kép | Kormányzó      | Hivatali idő                             | Párt | Egyéb választott (szövetségi) tisztségei           | Kinevező elnök    |
| - | --- | -------------- | ---------------------------------------- | ---- | -------------------------------------------------- | ----------------- |
| 1 |     | William Blount | 1790. szeptember 20. – 1796. március 30. |      | Az Egyesült Államok szenátusának tagja (1796–1797) | George Washington |

## Tennessee szövetségi állam kormányzói
| Tennessee kormányzóinak listája                                              | Tennessee kormányzóinak listája                                              | Tennessee kormányzóinak listája                                              | Tennessee kormányzóinak listája                                              | Tennessee kormányzóinak listája                                              | Tennessee kormányzóinak listája | Tennessee kormányzóinak listája                                              | Tennessee kormányzóinak listája                                              |
| Unionisták Demokrata-Republikánus Whig Párt Demokrata Párt Republikánus Párt | Unionisták Demokrata-Republikánus Whig Párt Demokrata Párt Republikánus Párt | Unionisták Demokrata-Republikánus Whig Párt Demokrata Párt Republikánus Párt | Unionisták Demokrata-Republikánus Whig Párt Demokrata Párt Republikánus Párt | Unionisták Demokrata-Republikánus Whig Párt Demokrata Párt Republikánus Párt | Unionisták Demokrata-Republikánus Whig Párt Demokrata Párt Republikánus Párt | Unionisták Demokrata-Republikánus Whig Párt Demokrata Párt Republikánus Párt | Unionisták Demokrata-Republikánus Whig Párt Demokrata Párt Republikánus Párt |
| #                                                                            | Kép                                                                          | Kormányzó                                                                    | Hivatali idő                                                                 | Párt                                                                         | Egyéb választott (szövetségi) tisztsége | Helyettes                                                                    | Helyettes                                                                    |
| ---------------------------------------------------------------------------- | ---------------------------------------------------------------------------- | ---------------------------------------------------------------------------- | ---------------------------------------------------------------------------- | ---------------------------------------------------------------------------- | --- | ---------------------------------------------------------------------------- | ---------------------------------------------------------------------------- |
| 1                                                                            |                                                                              | John Sevier (1745–1815)                                                      | 1796. március 30. – 1801. szeptember 23.                                     |                                                                              | Az Egyesült Államok képviselőházának tagja (Észak-Karolina; 1790–1791) Az Egyesült Államok képviselőházának tagja (1811–1815) | nem volt, feladatát a szenátus elnöke töltötte be                            | nem volt, feladatát a szenátus elnöke töltötte be                            |
| 2                                                                            |                                                                              | Archibald Roane (1760–1819)                                                  | 1801. szeptember 23. – 1803. szeptember 23.                                  |                                                                              | | nem volt, feladatát a szenátus elnöke töltötte be                            | nem volt, feladatát a szenátus elnöke töltötte be                            |
| 1                                                                            |                                                                              | John Sevier (1745–1815)                                                      | 1803. szeptember 23. – 1809. szeptember 20.                                  |                                                                              | Az Egyesült Államok képviselőházának tagja (Észak-Karolina; 1790–1791) Az Egyesült Államok képviselőházának tagja (1811–1815) | nem volt, feladatát a szenátus elnöke töltötte be                            | nem volt, feladatát a szenátus elnöke töltötte be                            |
| 3                                                                            |                                                                              | Willie Blount (1768–1835)                                                    | 1809. szeptember 20. – 1815. szeptember 27.                                  |                                                                              | | nem volt, feladatát a szenátus elnöke töltötte be                            | nem volt, feladatát a szenátus elnöke töltötte be                            |
| 4                                                                            |                                                                              | Joseph McMinn (1758–1824)                                                    | 1815. szeptember 27. – 1821. október 1.                                      |                                                                              | | nem volt, feladatát a szenátus elnöke töltötte be                            | nem volt, feladatát a szenátus elnöke töltötte be                            |
| 5                                                                            |                                                                              | William Carroll (1788–1844)                                                  | 1821. október 1. – 1827. október 1.                                          |                                                                              | | nem volt, feladatát a szenátus elnöke töltötte be                            | nem volt, feladatát a szenátus elnöke töltötte be                            |
| 6                                                                            |                                                                              | Sam Houston (1793–1863)                                                      | 1827. október 1. – 1829. április 16.                                         |                                                                              | Az Egyesült Államok képviselőháza tagja (1823–1827) A Texasi Köztársaság elnöke (1836–1838; 1841–1844) Az Egyesült Államok szenátusának tagja (Texas; 1823–1827) Texas kormányzója (1859–1861)                                             | nem volt, feladatát a szenátus elnöke töltötte be                            | nem volt, feladatát a szenátus elnöke töltötte be                            |
| 7                                                                            |                                                                              | William Hall (1775–1856)                                                     | 1829. április 16. – 1829. október 1.                                         |                                                                              | Az Egyesült Államok képviselőházának tagja (1831–1833) | nem volt, feladatát a szenátus elnöke töltötte be                            | nem volt, feladatát a szenátus elnöke töltötte be                            |
| 5                                                                            |                                                                              | William Carroll (1788–1844)                                                  | 1829. október 1. – 1835. október 12.                                         |                                                                              | | nem volt, feladatát a szenátus elnöke töltötte be                            | nem volt, feladatát a szenátus elnöke töltötte be                            |
| 8                                                                            |                                                                              | Newton Cannon (1781–1841)                                                    | 1835. október 12. – 1839. október 14.                                        |                                                                              | Az Egyesült Államok képviselőházának tagja (1814–1817; 1819–1823) | nem volt, feladatát a szenátus elnöke töltötte be                            | nem volt, feladatát a szenátus elnöke töltötte be                            |
| 9                                                                            |                                                                              | James K. Polk (1795–1849)                                                    | 1839. október 14. – 1841. október 15.                                        |                                                                              | Az Egyesült Államok képviselőházának tagja (1825–1833; 1833–1839) Az Amerikai Egyesült Államok Kongresszusának képviselőházi elnöke (1835–1839) Az Amerikai Egyesült Államok 10. elnöke (1845–1849)                                        | nem volt, feladatát a szenátus elnöke töltötte be                            | nem volt, feladatát a szenátus elnöke töltötte be                            |
| 10                                                                           |                                                                              | James C. Jones (1809–1859)                                                   | 1841. október 15. – 1845. október 14.                                        |                                                                              | Az Egyesült Államok szenátusának tagja (1851–1857) | nem volt, feladatát a szenátus elnöke töltötte be                            | nem volt, feladatát a szenátus elnöke töltötte be                            |
| 11                                                                           |                                                                              | Aaron V. Brown (1795–1859)                                                   | 1845. október 14. – 1847. október 17.                                        |                                                                              | Az Egyesült Államok képviselőházának tagja (1839–1843; 1843–1845) Az Egyesült Államok főpostamestere (1857–1859) | nem volt, feladatát a szenátus elnöke töltötte be                            | nem volt, feladatát a szenátus elnöke töltötte be                            |
| 12                                                                           |                                                                              | Neill S. Brown (1810–1886)                                                   | 1847. október 17. – 1849. október 16.                                        |                                                                              | | nem volt, feladatát a szenátus elnöke töltötte be                            | nem volt, feladatát a szenátus elnöke töltötte be                            |
| 13                                                                           |                                                                              | William Trousdale (1790–1872)                                                | 1849. október 16. – 1851. október 16.                                        |                                                                              | Az Egyesült Államok-t képviselő miniszter Brazíliában (1853–1857) | nem volt, feladatát a szenátus elnöke töltötte be                            | nem volt, feladatát a szenátus elnöke töltötte be                            |
| 14                                                                           |                                                                              | William B. Campbell (1807–1867)                                              | 1851. október 16. – 1853. október 17.                                        |                                                                              | Az Egyesült Államok képviselőházának tagja (1837–1843; 1866–1867) | nem volt, feladatát a szenátus elnöke töltötte be                            | nem volt, feladatát a szenátus elnöke töltötte be                            |
| 15                                                                           |                                                                              | Andrew Johnson (1808–1875)                                                   | 1853. október 17. – 1857. november 3.                                        |                                                                              | Az Egyesült Államok képviselőházának tagja (1843–1853) Az Egyesült Államok szenátusának tagja (1857–1862; 1875) Az Amerikai Egyesült Államok 16. alelnöke (1865) Az Amerikai Egyesült Államok 17. elnöke (1865–1869)                       | nem volt, feladatát a szenátus elnöke töltötte be                            | nem volt, feladatát a szenátus elnöke töltötte be                            |
| 16                                                                           |                                                                              | Isham G. Harris (1818–1897)                                                  | 1857. november 3. – 1862. március 12.                                        |                                                                              | Az Egyesült Államok képviselőházának tagja (1849–1853) Az Egyesült Államok szenátusának tagja (1877–1897) Az Amerikai Egyesült Államok Szenátusának pro tempore elnöke (1893–1895)                                                         | nem volt, feladatát a szenátus elnöke töltötte be                            | nem volt, feladatát a szenátus elnöke töltötte be                            |
| 15                                                                           |                                                                              | Andrew Johnson (1808–1875)                                                   | 1862. március 12. – 1865. március 4.                                         |                                                                              | katonai kormányzóként Az Egyesült Államok képviselőházának tagja (1843–1853) Az Egyesült Államok szenátusának tagja (1857–1862; 1875) Az Amerikai Egyesült Államok 16. alelnöke (1865) Az Amerikai Egyesült Államok 17. elnöke (1865–1869) | nem volt, feladatát a szenátus elnöke töltötte be                            | nem volt, feladatát a szenátus elnöke töltötte be                            |
| —                                                                            |                                                                              | Robert L. Caruthers (1800–1882)                                              | —                                                                            |                                                                              | Az Egyesült Államok képviselőházának tagja(1841–1843) | nem volt, feladatát a szenátus elnöke töltötte be                            | nem volt, feladatát a szenátus elnöke töltötte be                            |
| —                                                                            |                                                                              | Edward H. East (1830–1904)                                                   | 1865. március 4. – 1865. április 5.                                          |                                                                              | | nem volt, feladatát a szenátus elnöke töltötte be                            | nem volt, feladatát a szenátus elnöke töltötte be                            |
| 17                                                                           |                                                                              | William G. Brownlow (1805–1877)                                              | 1865. április 5. – 1869. február 25.                                         |                                                                              | Az Egyesült Államok szenátusának tagja (1869–1875) | nem volt, feladatát a szenátus elnöke töltötte be                            | nem volt, feladatát a szenátus elnöke töltötte be                            |
| 18                                                                           |                                                                              | Dewitt Clinton Senter (1830–1898)                                            | 1869. február 25. – 1871. október 10.                                        |                                                                              | | Dorsey B. Thomas                                                             |                                                                              |
| 19                                                                           |                                                                              | John C. Brown (1827–1889)                                                    | 1871. október 10. – 1875. január 18.                                         |                                                                              | | John C. Vaughn (1871-1873)                                                   |                                                                              |
| 19                                                                           | A. T. Lacey (1873–1875)                                                      | John C. Brown (1827–1889)                                                    | 1871. október 10. – 1875. január 18.                                         |                                                                              | |                                                                              |                                                                              |
| 20                                                                           |                                                                              | James D. Porter (1828–1912)                                                  | 1875. január 18. – 1879. február 16.                                         |                                                                              | Az Egyesült Államok-t képviselő miniszter Chilében (1893–1894) | Thomas H. Paine (1875–1877)                                                  |                                                                              |
| 20                                                                           | Hugh M. McAdoo (1877–1879)                                                   | James D. Porter (1828–1912)                                                  | 1875. január 18. – 1879. február 16.                                         |                                                                              | Az Egyesült Államok-t képviselő miniszter Chilében (1893–1894) |                                                                              |                                                                              |
| 21                                                                           |                                                                              | Albert S. Marks (1836–1891)                                                  | 1879. február 16. – 1881. január 17.                                         |                                                                              | | John R. Neal                                                                 |                                                                              |
| 22                                                                           |                                                                              | Alvin Hawkins (1821–1905)                                                    | 1881. január 17. – 1883. január 15.                                          |                                                                              | | George H. Morgan                                                             |                                                                              |
| 23                                                                           |                                                                              | William B. Bate (1826–1905)                                                  | 1883. január 15. – 1887. január 17.                                          |                                                                              | Az Egyesült Államok szenátusának tagja (1887–1905) | Benjamin F. Alexander (1883–1885)                                            |                                                                              |
| 23                                                                           | Cabell R. Berry (1885–1887)                                                  | William B. Bate (1826–1905)                                                  | 1883. január 15. – 1887. január 17.                                          |                                                                              | Az Egyesült Államok szenátusának tagja (1887–1905) |                                                                              |                                                                              |
| 24                                                                           |                                                                              | Robert Love Taylor (1850–1912)                                               | 1887. január 17. – 1891. január 19.                                          |                                                                              | Az Egyesült Államok képviselőházának tagja (1879–1881) Az Egyesült Államok szenátusának tagja (1907–1911) | Z. W. Ewing (1887–1889)                                                      |                                                                              |
| 24                                                                           | Benjamin J. Lea (1889–1891)                                                  | Robert Love Taylor (1850–1912)                                               | 1887. január 17. – 1891. január 19.                                          |                                                                              | Az Egyesült Államok képviselőházának tagja (1879–1881) Az Egyesült Államok szenátusának tagja (1907–1911) |                                                                              |                                                                              |
| 25                                                                           |                                                                              | John P. Buchanan (1847–1930)                                                 | 1891. január 19. – 1893. január 16.                                          |                                                                              | | William C. Dismukes (1891–1895)                                              |                                                                              |
| 26                                                                           |                                                                              | Peter Turney (1827–1903)                                                     | 1893. január 16. – 1897. január 21.                                          |                                                                              | | William C. Dismukes (1891–1895)                                              |                                                                              |
| 26                                                                           | Ernest Pillow (1895–1897)                                                    | Peter Turney (1827–1903)                                                     | 1893. január 16. – 1897. január 21.                                          |                                                                              | |                                                                              |                                                                              |
| 24                                                                           |                                                                              | Robert Love Taylor (1850–1912)                                               | 1897. január 21. – 1899. január 16.                                          |                                                                              | Az Egyesült Államok képviselőházának tagja (1879–1881) Az Egyesült Államok szenátusának tagja (1907–1911) | John Thompson                                                                |                                                                              |
| 27                                                                           |                                                                              | Benton McMillin (1845–1933)                                                  | 1899. január 16. – 1903. január 19.                                          |                                                                              | Az Egyesült Államok képviselőházának tagja (1879–1899) Az Egyesült Államok-t képviselő miniszter Peruban (1913–1919) Az Egyesült Államokat képviselő miniszter Guatemalában (1920–1921)                                                    | Seid Waddell (1899–1901)                                                     |                                                                              |
| 27                                                                           | Newton H. White (1901–1903)                                                  | Benton McMillin (1845–1933)                                                  | 1899. január 16. – 1903. január 19.                                          |                                                                              | Az Egyesült Államok képviselőházának tagja (1879–1899) Az Egyesült Államok-t képviselő miniszter Peruban (1913–1919) Az Egyesült Államokat képviselő miniszter Guatemalában (1920–1921)                                                    |                                                                              |                                                                              |
| 28                                                                           |                                                                              | James B. Frazier (1856–1937)                                                 | 1903. január 19. – 1905. március 21.                                         |                                                                              | Az Egyesült Államok szenátusának tagja (1905–1911) | E. T. Seay (1903–1905)                                                       |                                                                              |
| 28                                                                           | John I. Cox (1905)                                                           | James B. Frazier (1856–1937)                                                 | 1903. január 19. – 1905. március 21.                                         |                                                                              | Az Egyesült Államok szenátusának tagja (1905–1911) |                                                                              |                                                                              |
| 29                                                                           |                                                                              | John I. Cox (1855–1946)                                                      | 1905. március 21. – 1907. január 17.                                         |                                                                              | | Ernest Rice                                                                  |                                                                              |
| 30                                                                           |                                                                              | Malcolm R. Patterson (1861–1935)                                             | 1907. január 17. – 1911. január 26.                                          |                                                                              | Az Egyesült Államok képviselőházának tagja (1901–1906) | E. G. Tollett (1907–1909)                                                    |                                                                              |
| 30                                                                           | William Kinney (1909–1911)                                                   | Malcolm R. Patterson (1861–1935)                                             | 1907. január 17. – 1911. január 26.                                          |                                                                              | Az Egyesült Államok képviselőházának tagja (1901–1906) |                                                                              |                                                                              |
| 31                                                                           |                                                                              | Ben W. Hooper (1870–1957)                                                    | 1911. január 26. – 1915. január 17.                                          |                                                                              | | Nathaniel Baxter, Jr. (1911–1913)                                            |                                                                              |
| 31                                                                           | Newton H. White (1913–1915)                                                  | Ben W. Hooper (1870–1957)                                                    | 1911. január 26. – 1915. január 17.                                          |                                                                              | |                                                                              |                                                                              |
| 32                                                                           |                                                                              | Thomas C. Rye (1863–1953)                                                    | 1915. január 17. – 1919. január 15.                                          |                                                                              | | Hugh C. Anderson (1915)                                                      |                                                                              |
| 32                                                                           | Albert E. Hill (1915–1917)                                                   | Thomas C. Rye (1863–1953)                                                    | 1915. január 17. – 1919. január 15.                                          |                                                                              | |                                                                              |                                                                              |
| 32                                                                           | W. R. Crabtree (1917–1919)                                                   | Thomas C. Rye (1863–1953)                                                    | 1915. január 17. – 1919. január 15.                                          |                                                                              | |                                                                              |                                                                              |
| 33                                                                           |                                                                              | Albert H. Roberts (1868–1946)                                                | 1919. január 15. – 1921. január 15.                                          |                                                                              | | Andrew L. Todd                                                               |                                                                              |
| 34                                                                           |                                                                              | Alfred A. Taylor (1848–1931)                                                 | 1921. január 15. – 1923. január 16.                                          |                                                                              | Az Egyesült Államok képviselőházának tagja (1889–1895) | William West Bond                                                            |                                                                              |
| 35                                                                           |                                                                              | Austin Peay (1876–1927)                                                      | 1923. január 16. – 1927. október 3.                                          |                                                                              | | Eugene J. Bryan (1923–1925)                                                  |                                                                              |
| 35                                                                           | Lucius D. Hill (1925–1927)                                                   | Austin Peay (1876–1927)                                                      | 1923. január 16. – 1927. október 3.                                          |                                                                              | |                                                                              |                                                                              |
| 35                                                                           | Henry Hollis Horton (1927)                                                   | Austin Peay (1876–1927)                                                      | 1923. január 16. – 1927. október 3.                                          |                                                                              | |                                                                              |                                                                              |
| 36                                                                           |                                                                              | Henry Hollis Horton (1866–1934)                                              | 1927. október 3. – 1933. január 17.                                          |                                                                              | | Széküresedés                                                                 | Széküresedés                                                                 |
| 36                                                                           | Sam R. Bratton (1929–1931)                                                   | Henry Hollis Horton (1866–1934)                                              | 1927. október 3. – 1933. január 17.                                          |                                                                              | |                                                                              |                                                                              |
| 36                                                                           | Scott Fitzhugh (1931)                                                        | Henry Hollis Horton (1866–1934)                                              | 1927. október 3. – 1933. január 17.                                          |                                                                              | |                                                                              |                                                                              |
| 36                                                                           | Ambrose B. Broadbent (1931–1933)                                             | Henry Hollis Horton (1866–1934)                                              | 1927. október 3. – 1933. január 17.                                          |                                                                              | |                                                                              |                                                                              |
| 37                                                                           |                                                                              | Hill McAlister (1875–1959)                                                   | 1933. január 17. – 1937. január 15.                                          |                                                                              | | Albert F. Officer (1933–1935)                                                |                                                                              |
| 37                                                                           | William P. Moss (1935–1936)                                                  | Hill McAlister (1875–1959)                                                   | 1933. január 17. – 1937. január 15.                                          |                                                                              | |                                                                              |                                                                              |
| 37                                                                           | Bryan Pope (1936–1939)                                                       | Hill McAlister (1875–1959)                                                   | 1933. január 17. – 1937. január 15.                                          |                                                                              | |                                                                              |                                                                              |
| 38                                                                           |                                                                              | Gordon Browning (1889–1976)                                                  | 1937. január 15. – 1939. január 16.                                          |                                                                              | Az Egyesült Államok képviselőházának tagja (1923–1935) |                                                                              |                                                                              |
| 39                                                                           |                                                                              | Prentice Cooper (1895–1969)                                                  | 1939. január 16. – 1945. január 16.                                          |                                                                              | Az Egyesült Államok nagykövete Peruban (1946–1948) | Blan R. Maxwell (1939–1943)                                                  |                                                                              |
| 39                                                                           | Joseph H. Ballew (1943–1945)                                                 | Prentice Cooper (1895–1969)                                                  | 1939. január 16. – 1945. január 16.                                          |                                                                              | Az Egyesült Államok nagykövete Peruban (1946–1948) |                                                                              |                                                                              |
| 40                                                                           |                                                                              | Jim Nance McCord (1879–1968)                                                 | 1945. január 16. – 1949. január 16.                                          |                                                                              | Az Egyesült Államok képviselőházának tagja (1943–1945) | Larry Morgan (1945–1947)                                                     |                                                                              |
| 40                                                                           | George Oliver Benton (1947–1949)                                             | Jim Nance McCord (1879–1968)                                                 | 1945. január 16. – 1949. január 16.                                          |                                                                              | Az Egyesült Államok képviselőházának tagja (1943–1945) |                                                                              |                                                                              |
| 38                                                                           |                                                                              | Gordon Browning (1889–1976)                                                  | 1949. január 16. – 1953. január 15.                                          |                                                                              | Az Egyesült Államok képviselőházának tagja (1923–1935) | Walter M. Haynes                                                             |                                                                              |
| 41                                                                           |                                                                              | Frank G. Clement (1920–1969)                                                 | 1953. január 15 – 1959. január 19.                                           |                                                                              | | Jared Maddux                                                                 |                                                                              |
| 42                                                                           |                                                                              | Buford Ellington (1907–1972)                                                 | 1959. január 19. – 1963. január 15.                                          |                                                                              | | William D. Baird                                                             |                                                                              |
| 41                                                                           |                                                                              | Frank G. Clement (1920–1969)                                                 | 1963. január 15. – 1967. január 16.                                          |                                                                              | | James L. Bomar, Jr. (1963–1965)                                              |                                                                              |
| 41                                                                           | Jared Maddux (1965–1967)                                                     | Frank G. Clement (1920–1969)                                                 | 1963. január 15. – 1967. január 16.                                          |                                                                              | |                                                                              |                                                                              |
| 42                                                                           |                                                                              | Buford Ellington (1907–1972)                                                 | 1967. január 16. – 1971. január 16.                                          |                                                                              | | Frank Gorrell                                                                |                                                                              |
| 43                                                                           |                                                                              | Winfield Dunn (1927–)                                                        | 1971. január 16. – 1975. január 18.                                          |                                                                              | | John S. Wilder (1971–2007)                                                   |                                                                              |
| 44                                                                           |                                                                              | Ray Blanton (1930–1996)                                                      | 1975. január 18. – 1979. január 17.                                          |                                                                              | Az Egyesült Államok képviselőházának tagja (1967–1973) | John S. Wilder (1971–2007)                                                   |                                                                              |
| 45                                                                           |                                                                              | Lamar Alexander (1940–)                                                      | 1979. január 17. – 1987. január 17.                                          |                                                                              | Az Egyesült Államok szenátusának tagja (2003–2021) | John S. Wilder (1971–2007)                                                   |                                                                              |
| 46                                                                           |                                                                              | Ned McWherter (1930–2011)                                                    | 1987. január 17. – 1995. január 21.                                          |                                                                              | | John S. Wilder (1971–2007)                                                   |                                                                              |
| 47                                                                           |                                                                              | Don Sundquist (1936–)                                                        | 1995. január 21. – 2003. január 18.                                          |                                                                              | Az Egyesült Államok képviselőházának tagja (1983–1995) | John S. Wilder (1971–2007)                                                   |                                                                              |
| 48                                                                           |                                                                              | Phil Bredesen (1943–)                                                        | 2003. január 18. – 2011. január 15.                                          |                                                                              | | John S. Wilder (1971–2007)                                                   |                                                                              |
| 48                                                                           | Ron Ramsey (2007–2017)                                                       | Phil Bredesen (1943–)                                                        | 2003. január 18. – 2011. január 15.                                          |                                                                              | |                                                                              |                                                                              |
| 49                                                                           |                                                                              | Bill Haslam (1958–)                                                          | 2011. január 11. – 2019. január 19.                                          |                                                                              | |                                                                              |                                                                              |
| 49                                                                           | Randy McNally (2017–hivatalban)                                              | Bill Haslam (1958–)                                                          | 2011. január 11. – 2019. január 19.                                          |                                                                              | |                                                                              |                                                                              |
| 50                                                                           |                                                                              | Bill Lee (1959–)                                                             | 2019. január 19. – hivatalban                                                |                                                                              | |                                                                              |                                                                              |